# Classe Hayabusa (torpediniera)
Le torpediniere classe Hayabusa, composta da 4 unità, fu il primo tentativo di dotarsi, da parte giapponese, di una componente di navi leggere capaci di operare con le unità principali della flotta in funzione di scorta, e di eseguire attacchi siluranti contro le navi avversarie.

## Storia
Nel programma decennale di espansione della Marina imperiale approvato nel 1896, venne ordinato la costruzione di quindici torpediniere di prima classe. Con il programma navale 1897-1898 fu ordinata in Francia la costruzione della prime quattro di esse, che andarono a costituire la classe Hayabusa. Si trattava di una versione migliorata della classe Cyclone in servizio nella Marine nationale, e le quattro unità furono realizzate tra il 1899 e il 1901 presso i Chantiers et Ateliers Augustin Normand di Le Havre, e poi trasferite, smontate, in Giappone, dove furono riassemblate presso l'arsenale di Kure per entrare in servizio nella Marina imperiale.

## Descrizione tecnica
L'apparato propulsivo era composto da 2 caldaie Normand e 2 macchine a vapore a tre cilindri, che erogavano una potenza di 4200 CV. La capacità di combustibile era pari a 26 t di carbone. L'armamento si basava su 1 cannone Hotchkiss da 57/50, 2 cannoni a tiro rapido da 47/30, e 3 tubi lanciasiluri da 470 mm.

## Impiego operativo
Esse servirono durante la guerra russo-giapponese del 1904-1905 in forza alla 14ª Flottiglia cacciatorpediniere. Tutte e quattro le unità presero parte alla battaglia di Port Arthur (8-9 febbraio 1904), alle operazioni per bloccare l'accesso e l'uscita dal porto di Porth Arthur (23 febbraio e 26 marzo), e infine alla battaglia di Tsushima (27-28 maggio 1905). Assegnate al servizio portuale a partire dal 1910, presero nominalmente parte alla prima guerra mondiale pur non effettuando alcuna operazione bellica, e vennero radiate nel 1919. Trasferite ad altri compiti, successivamente furono tutte demolite negli anni venti del XX secolo.

## Unità
| Nome     | Nome originale | Stato              | Cantiere navale                                    | Impostazione     | Varo             | Ingresso in servizio | Radiazione    | Radiazione finale |
| -------- | -------------- | ------------------ | -------------------------------------------------- | ---------------- | ---------------- | -------------------- | ------------- | ----------------- |
| Hayabusa | 隼             | radiata e demolita | Chantiers et Ateliers Augustin Normand di Le Havre | 15 marzo 1899    | 19 dicembre 1899 | 19 aprile 1900       | 1 aprile 1919 | 14 settembre 1922 |
| Kasasagi | 鵲             | radiata e demolita | Chantiers et Ateliers Augustin Normand di Le Havre | 26 dicembre 1899 | 30 giugno 1900   | 30 novembre 1900     | 1 aprile 1919 | 17 dicembre 1925  |
| Manazuru | 真鶴           | radiata e demolita | Chantiers et Ateliers Augustin Normand di Le Havre | 9 ottobre 1899   | 27 giugno 1900   | 7 novembre 1900      | 1 aprile 1919 | 17 dicembre 1925  |
| Chidori  | 千鳥           | radiata e demolita | Chantiers et Ateliers Augustin Normand di Le Havre | 11 giugno 1900   | 27 gennaio 1901  | 9 aprile 1901        | 1 aprile 1919 | 27 febbraio 1923  |

### Annotazioni
1. ↑  Essa era al comando del tenente comandante Sakurai, che alzava la sua insegna sulla Chidori.

### Fonti
1. 1 2 3 4 5 6  Jentschura, Jung, Mickel 1986, p. 127.
2. 1 2 3  Jentschura, Jung, Mickel 1986, p. 128.